# 南海ウイングバス金岡
南海ウイングバス金岡（なんかいウイングバスかなおか）は、かつて大阪府堺市中区に存在した南海グループのバス事業者会社。南海バスの子会社であった。
2022年4月1日付で南海ウイングバス南部が同社の権利義務全部を承継し吸収合併するとともに、同日付で南海ウイングバス株式会社へ商号変更した。なお、旧南海ウイングバス金岡は南海ウイングバス株式会社金岡支社となり、同社東山営業所が併設されている。

## 概要
南海バスの100%出資子会社で、営業キロ程は免許キロ7.2km。主に堺市北区、東区及び美原区を路線バス営業エリアに持つ。また、南海バス東山営業所を担当する乗務員はほぼすべて当社の社員である。
本社所在地は営業所も兼ねており、2013年9月1日に堺市北区新金岡町五丁1番3号より移転した。
2013年9月1日に本拠であった金岡車庫が閉鎖となったため、東山営業所へ路線を移管した。
2014年4月1日より、南海バス堺、東山両営業所と南海ウィングバス金岡担当路線で交通系ICカード導入を開始、同時に導入する阪堺電気軌道との間でICカード利用による乗継ぎ割引を実施するほか、交通系ICカード全国相互利用サービスにも対応した。
2016年10月1日より、当社と南海バス、南海ウイングバス南部の3社で、専用IC乗車カード「なっち」を導入した。

## 路線
自社運行路線は、中もず・平尾線（153・153C系統・161・161C系統系統、中もず駅前 - 初芝駅前 - 平尾）の1路線で、それ以外は南海バスからの管理受託路線であった。かつては富田林駅前 (西口)まで運転する長距離路線（68系統）も存在したが、00年代初頭に全便が平尾循環系統に統合された。なお、2020年3月1日から従来の系統番号に100をプラスし、「特」が付いていた系統は末尾付きに変更した。

### 中もず・平尾線
- 153・153C系統（旧・53、特53系統）：中もず駅前 - 金田新田 - 初芝駅前 - 北余部 - 農芸高校前 - 船戸下 - 平尾
- 161・161C系統（旧・61、特61系統）：初芝駅前 - 北余部 - 農芸高校前 - 船戸下 - 平尾

中もず駅前・初芝駅前から美原区平尾を結ぶ路線。ほぼ全区間大阪府道35号堺富田林線を走行する。161・161C系統は区間便で初芝駅前発着となる。船戸下〜平尾はループ運行となっており、船戸下→菅生口→平尾→美原高校前→船戸下の順に停車する。153C・161C系統は平尾止まりとなっており、美原高校前には停車しない（バスの行先表示も153・161系統が「平尾」と表示しているのに対し、153C・161C系統は「平尾止」となっている）。また、便により中もず駅前→平尾→初芝駅前、初芝駅前→平尾→中もず駅前の運行となるものが存在する。
農芸高校前以東は近鉄バスと路線が重複する区間であり、農芸高校停留所近くの近鉄バス余部停留所（折返場）からは美原区役所東口経由の12、13番・河内松原駅前行に、終点の平尾停留所では近鉄バスの恵我之荘・河内松原駅前行とさつき野・北野田・富田林方面に、美原高校前停留所では同じ場所にある近鉄バス平尾西停留所から国道309号経由の46番・河内松原駅前方面へ、それぞれ乗換が可能（ただし、両社のダイヤは接続を特に考慮していない）。
平日の10時台から13時台までは153系統と161系統を合わせて概ね30分間隔での運行で、中もず駅〜初芝駅間は60〜120分間隔での運行となる。ラッシュ時は各系統合わせて初芝駅前以東で最大1時間につき朝は5本、夕方は4本運行される。153C・161C系統は夕方ラッシュ以降の時間帯で運行される。土休日は初芝駅前以東で7〜9時台、18〜20時台は1時間に3本、それ以外の時間帯は概ね30分間隔となっている。なお、土休日の153系統は日中の運行は無い。また、153C・161C系統は終車付近で各1本ずつが運行される。
2022年4月1日より南海バス東山営業所へ移管された。

## 車両
車両数は、路線車のみ6台を有していた。設立当初は南海バスから路線移管とともに移籍した車両や、南海バスの他の営業所からの中古車を使用していたが、その後は新車も導入された。日野・レインボーRJ、三菱ふそう・エアロスター（西日本車体工業製車体）のツーステップ前後扉車両が2010年頃（エアロスターは2012年頃）まで在籍していたが、大阪府の自動車排出ガス規制条例（流入規制）により除籍された。
2015年10月現在、路線車は三菱ふそう・エアロスター、日野・レインボー、日野・ブルーリボンIIが在籍していた。いずれもワンステップバスであった。